# Gordon Haller
Pour les articles homonymes, voir Haller.
Gordon Haller  né en 1950 dans l'Oregon est un triathlète américain, il est le vainqueur du 1er triathlon Ironman d'Hawaï en 1978.

## Biographie
Gordon Haller grandit à Forest Grove en Oregon, il est diplômé de physique de l’université du Pacifique. Il participe en 1978, à la course de triathlon organisé par le commandant John Collins et son épouse Judy sur l'ile d'Hawaï en 1978. Première compétition du genre, qui deviendra le célèbre Ironman. Quinze concurrents s’élancent avec lui pour cette première mondiale, douze  terminent l'épreuve en complétant un parcours de 226 kilomètres, qui mêle 3,8 km de natation, 180 km de vélo et 42,2 km de course à pied. Gordon Haller à 27 ans est le premier vainqueur de la compétition et devient le premier Ironman de l'histoire. Il termine l’épreuve en 11 h 46 min 58 s.
Gordon Haller continue le triathlon pendant les années qui suivent cette victoire et il participe à plus de vingt Ironmans, dont quinze fois à celui d’Hawaï. L'évolution de la compétition lui fait dire en 2007, que la compétition est différente de celle qu'il vécu lors de sa victoire, tant par les matériels que par la pratique. Par exemple les transitions sont aujourd’hui extrêmement rapides. Lors de l’épreuve originale  de 1978, il avait stoppé la course pour aller revêtir ses vêtements de cycliste à l’hôtel.
Gordon Haller commentant trente ans plus tard, son exploit dans le magazine spécialisé Triathlete competitor dit : « C’était juste une expérience incroyable, certainement quelque chose que je n'imaginai pas prendre un tel chemin ». Il est introduit dans l'Ironman Hall of Fame en 2003 avec Lyn Lemaire première Ironwoman de l’histoire de la compétition.
Père de trois enfants, il vit aujourd’hui dans l'État américain de l'Arkansas et travaille comme programmeur pour Walmart. En mai 2013, il participe dans la catégorie des plus de 60 ans, à l'Ironman Lanzarote qu'il termine en 17 h 9 min 23 s.

## Palmarès
Le tableau présente le résultat le plus significatif obtenu sur le circuit international de triathlon.
| Année | Compétition                     | Pays       | Position      | Temps            |
| ----- | ------------------------------- | ---------- | ------------- | ---------------- |
| 1979  | Ironman d'Hawaï 1979 - Honolulu | États-Unis | 4e            | 12 h 31 min 53 s |
| 1978  | Ironman d'Hawaï 1978 - Honolulu | États-Unis | Médaille d'or | 11 h 46 min 58 s |